# Rainy River (ort)
Rainy River är en ort i Kanada.   Den ligger i provinsen Ontario, i den sydöstra delen av landet, 1 500 km väster om huvudstaden Ottawa. Rainy River ligger 321 meter över havet och antalet invånare är 842.
Terrängen runt Rainy River är mycket platt. Runt Rainy River är det mycket glesbefolkat, med 3 invånare per kvadratkilometer..
Omgivningarna runt Rainy River är en mosaik av jordbruksmark och naturlig växtlighet.